# BM-14-17
BM-14-17 - sowiecka wyrzutnia pocisków rakietowych na podwoziu samochodu GAZ-63 pochodząca z lat 50 (ujawniona w 1959 roku). 
BM-14-17 miała siedemnaście rurowych wyrzutni o długości 110 centymetrów. Z prowadnic odpalane były stabilizowane obrotowo pociski odłamkowo-burzące M-14OF kalibru 140 mm.